# Stuttgarter Stadt-Glocke

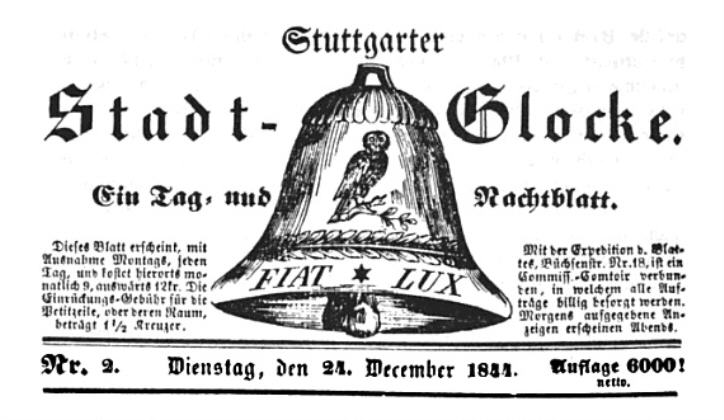
Kopfzeile der Stuttgarter Stadt-Glocke

Die Stuttgarter Stadt-Glocke war eine Zeitung, die von Dezember 1844 bis Mai 1848 als Tag- und Nachtblatt in Stuttgart erschien.

## Geschichte
Am 22. Dezember 1844 kam das erste Exemplar der Stuttgarter Stadt-Glocke heraus, die täglich außer montags erscheinen sollte. Schon nach dem ersten Monat soll sie eine Auflage von über 1000 Exemplaren erreicht haben. Verleger war der Buchdrucker und Stadtrat Johann Gottlieb Munder (1802–1870).
Die Stuttgarter Stadt-Glocke verbreitete Fortsetzungsgeschichten historischen und vaterländischen Inhalts, angekündigt als Sagen oder Erzählungen, die mündlich oder schriftlich von früheren Generationen überliefert worden seien. Tatsächlich waren die Texte frei erfunden, was der Leserschaft offenbar nicht immer klar war. Beispielsweise war der fiktive Held der ersten Serie Anton Webercus, ein vorgeblich mehr als hundertjähriger Mann, der in Tagebuchform die Sittengeschichte des 18. Jahrhunderts niedergeschrieben haben soll. Webercus, der angeblich an einem 1. April beim Abzählen von 500 Wäscheklammern verstarb, fand 1896 Eingang in die Allgemeine Deutsche Biographie. In den weiteren Erzählungen wurden nach und nach alle wichtigen Epochen der württembergischen Geschichte bearbeitet. Die Handlungsorte bezogen sich meist auf bekannte Stellen in und um Stuttgart. Bis heute ist die Frage um den oder die Autoren der Geschichten nicht abschließend geklärt.
Als erster Autor behauptete 1886 der Heimatforscher und Literaturhistoriker Julius Hartmann, nach zuverlässiger Mitteilung sei nicht der Buchdrucker Johann Gottlieb Munder, sondern sein Bruder Friedrich, geb. in Stuttgart 1799, † als Pfarrer in Eltingen 1851, der Verfasser. Hartmann bezog sich mit dieser Angabe generell auf die von ihm so bezeichneten Sagen aus der Stadt-Glocke. Später übernahmen andere Autoren die Mitteilung. So wurde beispielsweise auch die Sage vom Postmichel dem Pfarrer Wilhelm Friedrich Munder zugeschrieben, obwohl es dafür keinen Beleg gibt. Sie erschien in Fortsetzung unter dem Titel „Das Steinkreuz auf der Eßlinger Steige bei Stuttgart“ in den Nummern 55 bis 68 im März 1845 und erneut in dem ebenfalls von Munder herausgegebenen Sammelband „Die Glocke“ von 1849. Zweifelhaft wird diese Zuschreibung, weil Johann Gottlieb Munder 1844 eine Gedichtsammlung unter dem Titel Poetische Versuche eines Buchdruckers in seinen Feierstunden herausbrachte, in der neben dem Postmichelthema auch weitere Stoffe, die später in der Stuttgarter Stadt-Glocke bearbeitet wurden, auftauchen.  Möglicherweise war also der Verleger selbst, wie Klaus Graf vermutet, der Verfasser der Fortsetzungsgeschichten.
Auf Julius Hartmann geht ebenso die Vermutung zurück, Johann Gottlieb Munder sei 1849 oder 1850 nach Amerika gegangen. Tatsächlich scheint er 1854 mit drei seiner Kinder ausgewandert zu sein.  Er starb am 9. November 1870 in Baltimore.

## Nachwirkung

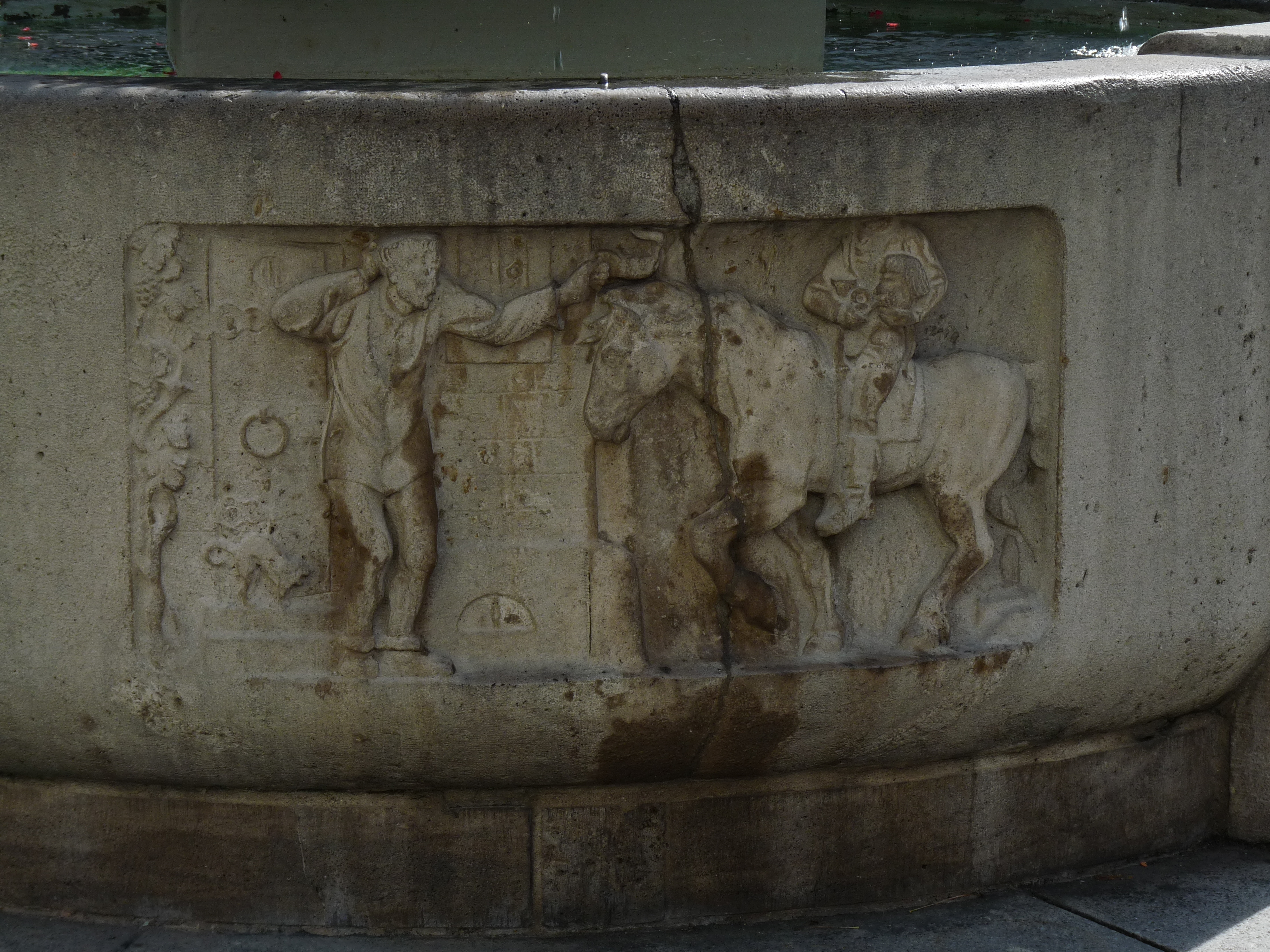
Relief auf dem Esslinger Postmichelbrunnen: Der kopflose Reiter

Nicht nur die vermeintlich hohen Auflagen oder der spätere Eintrag des fiktiven Herrn Webercus in der ADB zeugen von einer regen Aufnahme der Stuttgarter Stadt-Glocke beim Publikum. Eduard Mörike etwa berief sich in seinem 1853 erschienenen Stuttgarter Hutzelmännlein auf eine angebliche Eßlinger Hauschronik. Diese „Quelle“ war aber ebenfalls eine Erfindung der Stadt-Glocke. Wörter wie „Morgenatz“ oder „Wiegentag“, die Mörike unter Berufung auf jene Marchthalersche Hauschronik aus Esslingen verwendet, gehen also offenbar auf einen der beiden Brüder Munder zurück.
1849 kam das historische Unterhaltungsbuch Die Glocke bei Munder heraus, seine letzte Publikation, in der zahlreiche Erzählungen aus der vormaligen Stadt-Glocke erneut erschienen. Württemberg wie es war und ist, ein Serientitel aber ursprünglich ein Volksbuch aus den Jahren 1854/55 das in den folgenden Jahrzehnten von verschiedenen Verlagen und Herausgebern ständig erweitert wurde, enthielt wiederum etliche dieser Erzählungen. Auch der ehemalige Fourier und Sekretär Friedrich Nick übernahm 1875 in seinem Stuttgarter Chronik und Sagenbuch (sic!) mehrere der Munderschen Texte wortwörtlich. Der Mittelschullehrer Wilhelm Seytter verwendete sie in Unser Stuttgart 1904 erneut, ebenso tauchten sie im Sagenband der Württembergischen Volksbücher des Lehrer-Unterstützungs-Vereins 1905 wieder auf. Hedwig Lohß griff mit ihren 1936 und 1960 erschienenen Alt-Stuttgarter Sagen und Geschichten vorwiegend auf Nick zurück. Karl Gerok wiederum verwendete etliche Stoffe aus der Stuttgarter Stadt-Glocke für seine Gedichte.
Die größte Bekanntheit erreichte wohl die angebliche Sage vom Postmichel. 1916 wurde in Eßlingen der durch eine Stiftung finanzierte Postmichelbrunnen aufgestellt, zu dessen Gunsten extra ein Vorgängerbrunnen transloziert werden musste. Die Sage vom unschuldig hingerichteten Postmichel, der nach seinem Tod dem Scharfrichter und dem wahren Mörder des Amandus Marchthaler als kopfloser Reiter erscheint, wird auf den Reliefs des Brunnentroges veranschaulicht.

## Kritik
Im 20. Jahrhundert wurde an der Verbreitung „unechter“ Sagen heftige Kritik geübt. Bei Friedrich Nick etwa erscheint eine Erzählung über einen angeblichen Moritzturm der Stuttgarter Leonhardskirche, der überhaupt nicht existiert. Erfunden wurde er, weil in den Annales Suevici des Martin Crusius, die hier offenbar als einzige Quelle herhalten mussten, ein Eintrag über den Augsburger Moritzturm durch ein Versehen des Druckers in den Abschnitt über Stuttgart geraten war. Daher wurde für Nicks Buch der Titel Stuttgarter Lügen-Chronik vorgeschlagen. Der Esslinger Stadtarchivar Paul Eberhardt bezeichnete, vielleicht erzürnt über den Postmichel-Kult in seiner Stadt, Munder abwertend als „Sagenfabrikant“.
Als "Bearbeiter und Herausgeber" fingierte Johann Gottlieb Munder auch eine angeblich von Poggio Bracciolini verfasste Kurze Todesgeschichte des Joh. Huß. Auch dies ist eine der Stadt-Glocke-Fälschungen. Ein Hoax, den man schwer erledigen kann ("A Hoax Hard to Kill"), urteilte Richard Salomon 1956.
Munder unterhielt als Buchdrucker und Verleger seit Ende der 1820er-Jahre Kontakte zu namhaften Frühliberalen in Stuttgart. Später gehörte er als zeitweiser Vorsteher der Stuttgarter Buchdrucker zur liberalen Opposition des Vormärz. Als vom Stadtrat bestellter Güterpfleger eines verstorbenen und verschuldeten Stuttgarter Zimmermeisters soll Munder im Februar 1849 über 3000 Gulden unterschlagen haben. Steckbrieflich gesucht, wurde er in Mannheim verhaftet, wohin er seine zur Ausreise in die Vereinigten Staaten reisenden Söhne zunächst begleitet hatte, um ihnen möglicherweise bis Le Havre zu folgen. An diesen Bericht anknüpfend, veröffentlichte etwa das „Würzburger Journal“ im März 1849 einen Artikel, in dem Munder als Verbrecher und Demokratischer Hauptschreier und Generalschimpfer kritisiert wurde. Munder, offenbar selbst hochverschuldet, war bis zu seiner Ausreise 1854 nicht mehr als Buchdrucker tätig.